# 磨溪镇
磨溪镇，是中华人民共和国四川省遂宁市安居区下辖的一个乡镇级行政单位。

## 行政区划
磨溪镇下辖以下地区：
高千社区、登高村、千丘村、福堰村、鱼加村、喜华村、文星村、丁坪村、八角村、石佛村、老木桠村、猛虎村、百河村、向阳村、永灵村、黑白寺村和板仓村。